# ديفيد كينغ (كيميائي)
ديفيد كينغ (بالإنجليزية: David King)‏ هو كيميائي بريطاني، ولد في 12 أغسطس 1939 في جنوب أفريقيا.